# Jéghideg otthon
A Jéghideg otthon (eredeti cím: Cold Creek Manor) 2003-ban bemutatott amerikai filmthriller, melynek rendezője, producere és zeneszerzője Mike Figgis. A főbb szerepekben Dennis Quaid, Sharon Stone, Stephen Dorff és Christopher Plummer látható.

## Cselekmény
A nagyvárosban élő Cooper és Leah Tilson úgy döntenek, hogy két gyerekükkel maguk mögött hagyják a stresszes, fojtogató közeget és vidékre költöznek, nyugalmat és emberibb légkört remélve. Választásuk Cold Creek kisváros egyik nagyobb, elhagyatottabb házára esik, aminek a felújításához a házaspár a beköltözés után neki is áll. Azt azonban nem tudják, hogy a háznak sötét múltja van: mikor feltűnik a ház korábbi tulaja, Dale Massie, aki eddig börtönben ült, a nyugalom véget ér. Massie baljós megjelenéseivel egyre inkább egyértelműsíti, hogy nem tűri Tilsonékat a házában, amihez egy sötét bűncselekmény is kapcsolódik.

## Szereplők
| Színész             | Szerep          | Magyar hang         |
| ------------------- | --------------- | ------------------- |
| Dennis Quaid        | Cooper Tilson   | Haás Vander Péter   |
| Sharon Stone        | Leah Tilson     | Fehér Anna          |
| Stephen Dorff       | Dale Massie     | Kálloy Molnár Péter |
| Juliette Lewis      | Ruby            | Madarász Éva        |
| Kristen Stewart     | Kristen Tilson  | Bogdányi Titanilla  |
| Ryan Wilson         | Jesse Tilson    | Morvay Gábor        |
| Dana Eskelson       | Ferguson seriff | Orosz Helga         |
| Christopher Plummer | Mr. Massie      | Szélyes Imre        |
| Simon Reynolds      | Ray Pinski      | Háda János          |
| Kathleen Duborg     | Ellen Pinski    | Kocsis Judit        |

## Fogadtatás
A film nem volt különösebben sikeres, a kritikák elsősorban a történet klisés, unalmas, kiszámítható voltát emelték ki. Magyarországon feltehetően emiatt csak egy évvel később lett elérhető a film, akkor is csak videón.[forrás?]